# Paratropus orbicularis
Paratropus orbicularis är en skalbaggsart som först beskrevs av Arthur Sidney Olliff 1883.  Paratropus orbicularis ingår i släktet Paratropus och familjen stumpbaggar. Inga underarter finns listade i Catalogue of Life.